# Москвич-2140SL
Москвич-2140-117 (2140SL) — советский автомобиль III группы малого класса, выпускавшийся в Москве на заводе АЗЛК c 1980 по 1987 год. Представлял собой модернизированный и усовершенствованный вариант модели Москвич-2140, предназначенный в основном для экспорта. Индекс SL (СЛ) расшифровывался как Super Luxe (Супер Люкс).

## История
Разработанный в начале 1970-х годов и запущенный в производство с 1976 года автомобиль Москвич-2140 представлял собой глубоко модернизированный Москвич-412. Однако в отличие от моделей 408 и 412, пользовавшихся хорошей популярностью за рубежом и потому дававших стране неплохой экспортный потенциал, модель 2140 утратила свои экспортные возможности.
Новая, перспективная модель 2141 ещё только создавалась. Чтобы как-то выйти из сложившейся ситуации, на заводе было принято решение о модернизации текущей модели 2140, а главным образом — создать более современные детали как интерьера, так и экстерьера автомобиля. Первые прототипы обновленного 2140 были готовы в 1977-78 годах. Серийное производство модели, получившей наименование 2140—117 «Суперлюкс» или же 2140SL, а также 1500SL (экспортное обозначение), началось в ноябре 1980 года.

Отдельные партии автомобилей данной модификации впервые в отечественной практике окрашивали «металликом». Именно Москвич-1500SL в 80-х стал основной экспортной продукцией АЗЛК, если не считать сборочных комплектов М-2140 для НРБ, но особого распространения за пределами рынков стран СЭВ не получил. Большая часть этой модификации «Москвича» уходила на экспорт, но некоторое количество поступало и на внутренний рынок. 17 сентября 1986 года с конвейера АЗЛК сошел 2140SL, ставший 4-миллионным автомобилем завода.
Всего же до 1987 года было построено 170 700 единиц 2140SL. Ряд комплектующих для этой модели поставляла югославская фирма «Saturnus».

## Дизайн

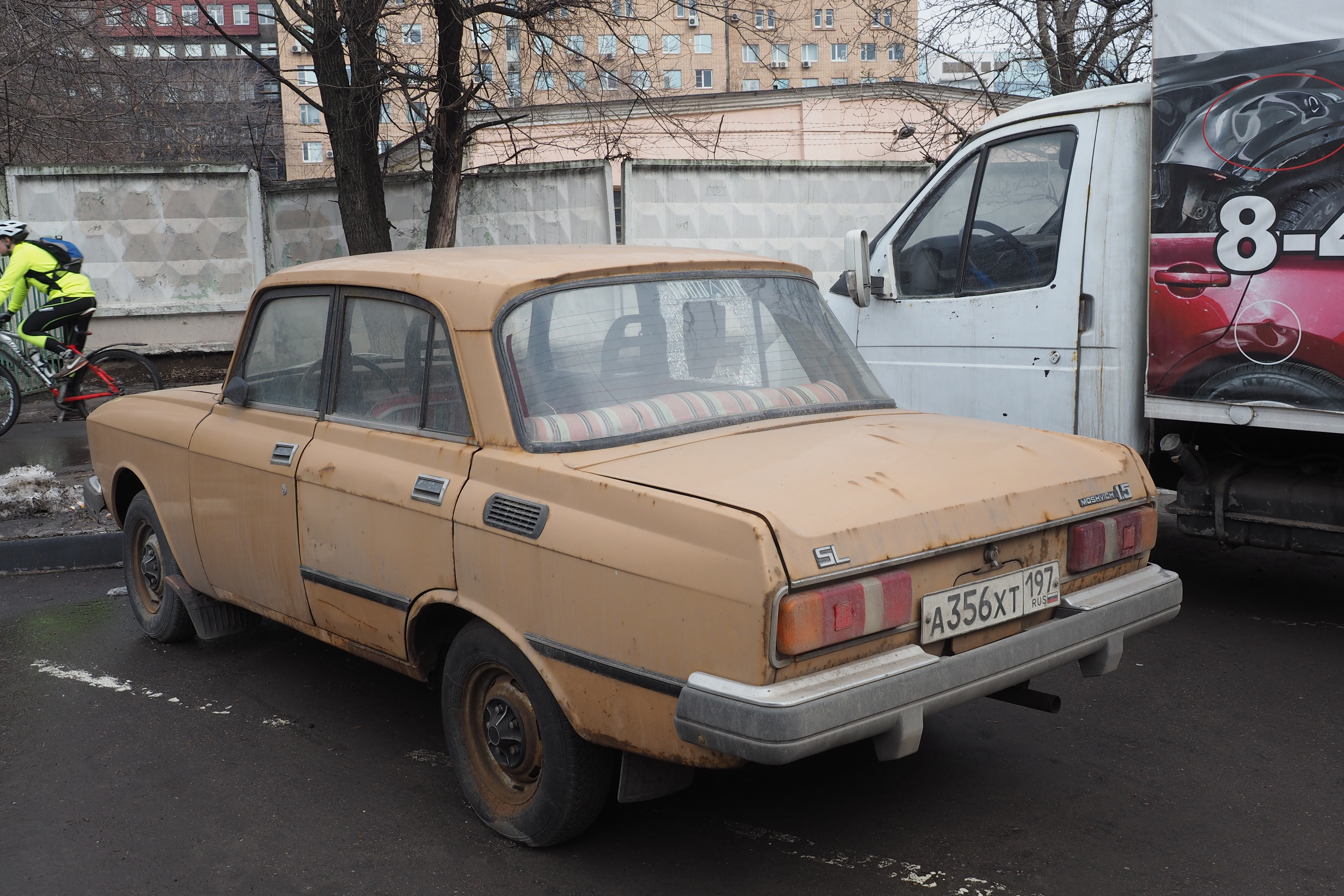
Вид сзади

Автомобиль получил новую отделку салона — так называемая "низкая" приборная панель полностью нового дизайна, на передних сиденьях с бесступенчатой регулировкой появились "решётчатые" пластмассовые подголовники, новое рулевое колесо с утопленной ступицей и менее крупной сердцевиной, чем у руля базового 2140. Также была изменена отделка кузова — новые, более крупные, задние фонари со стёклами из инновационного поликарбоната, более широкие пластиковые бампера (впервые использованные в СССР) с хромированными накладками и молдинги. Однако все эти детали не изготавливались в СССР, а поставлялись югославской фирмой "Сатурнус". В окнах передних дверей исчезли форточки. Также впервые в советском автомобилестроении в салоне стали устанавливаться электронные часы.
Участвовавший в разработке Москвича дизайнер Игорь Зайцев впоследствии в интервью журналу «АвтоРевю» рассказывал:
|  |

Исходная версия интерьера 2140SL, разработанная американскими специалистами. На АЗЛК её посчитали изобилующей элементарными эргономическими просчётами и в серию пустили только после глубокой доработки

«Пожалуй, именно на Люксе удалось практически всё, что можно было бы сделать. Этот проект сначала в Америке заказали. Американцы сделали демонстрационный макет интерьера, альбомы шикарные привезли… Правда, воспроизвести такой интерьер в серии не получилось бы — много там было элементарных эргономических просчётов. Заплатили за эту работу 80 тысяч долларов. Наши мужики, когда узнали, в шоке были: „Если бы нам заплатили хотя бы 80 тысяч рублей — мы бы им такое сделали!“ И сделали потом. Только обшивки дверей оставили „американские“ — и те с доработками. Люкс делали в кооперации с югославами: они поставляли нам комплектующие, а мы расплачивались машинами. Интерьер получился — приятно посмотреть. Жалко только, что мало кто в состоянии оценить, сколько в него вложено сил, знаний, опыта…»

## Технические характеристики
Представляет собой четырёхдверный седан переднемоторной компоновки. Автомобиль получил двигатель УЗАМ-412 мощностью 75 л. с. Коробка передач — механическая, четырёхступенчатая. Привод — задний. Разгон до 100 км/ч в среднем осуществляется за 19 с.

## Отличия Супер Люкса от стандартной модели 2140
- кузов: окраска металликом; бамперы, наружные зеркала, система отопления.
- салон: интерьер, приборная панель, сиденья, подогрев заднего стекла, радиоприёмник А-275.
- двигатель: распределитель зажигания Bosch Р147, карбюратор Озон, корпус воздушного фильтра.
- трансмиссия: «скоростной» редуктор заднего моста с передаточным отношением 3,89.
- колёса: диски и колпаки, радиальные шины вместо диагональных[1].

Начиная с 1982 года, часть элементов "люксового" Москвича была внедрена на базовый 2140 - в целях унификации и улучшения его потребительских качеств, а именно: более производительная система отопления, стёкла передних дверей без форточек, решётчатые подголовники передних сидений и рулевое колесо нового дизайна.

## В ралли

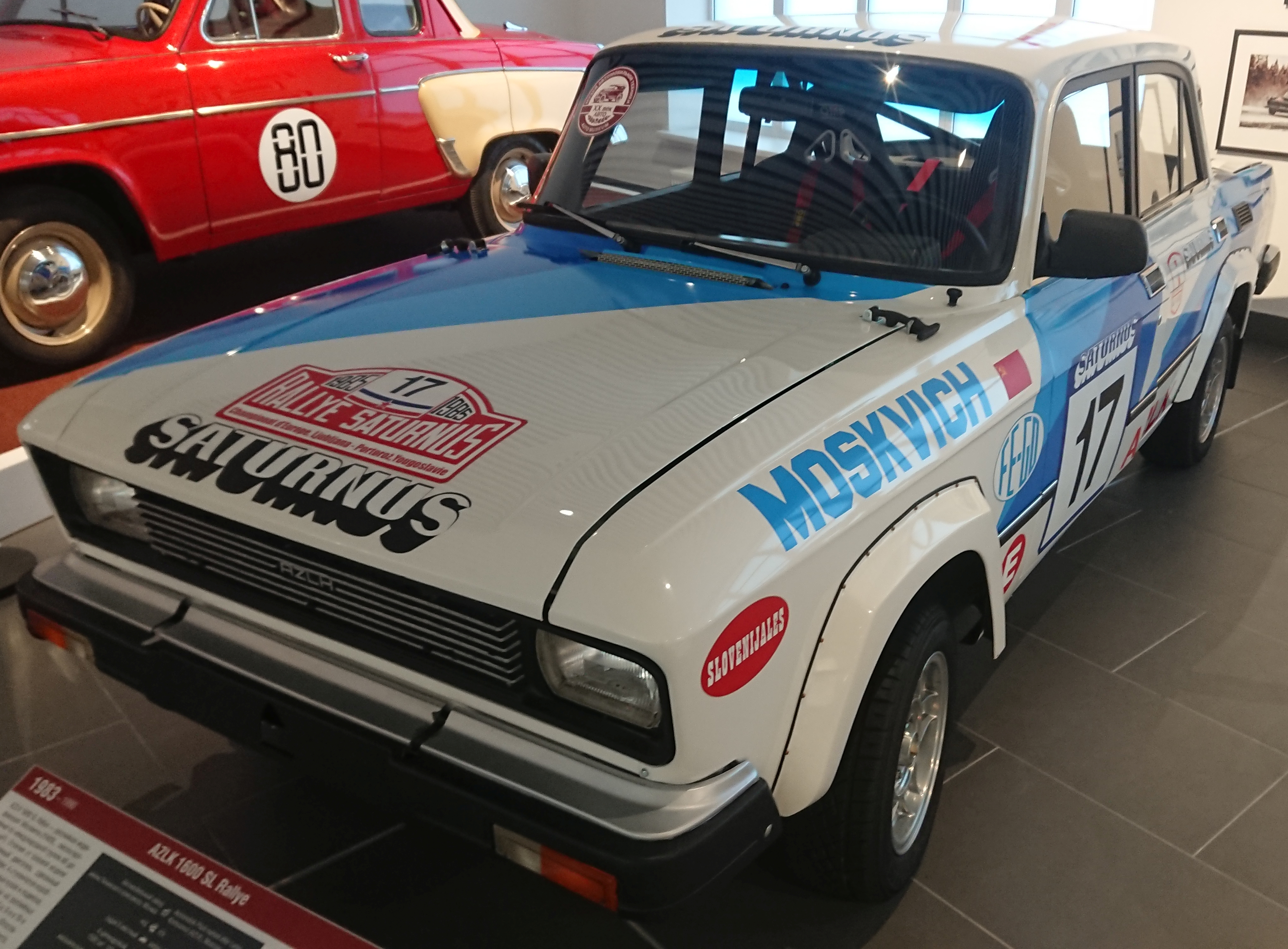
AZLK 1600 SL Rallye

В 1983 году была произведена международная омологация раллийной версии Москвича 2140SL, которая получила название AZLK 1600 SL Rallye. Машина была зарегистрирована по международной группе А6 (до 1600 см³.). В отличие предшествующей спортивной модификации модели 2140 (Moskvitch 1600 Rallye), Спортбюро АЗЛК было уделено большее внимание ходовым качествам машины. Основные отличия от базовой модели — форсированный двигатель объёмом 1.6 литра, мощностью 145 л. с. (использовались сдвоенные карбюраторы Weber 45DCOE, КПП КП-9, 2 амортизатора на каждое колесо, передние дисковые тормоза с четырёхпоршневыми суппортами, передние и задние стабилизаторы поперечной устойчивости, на заднем мосту автомобиля для лучшей управляемости был установлен параллелограмм Уатта. На SL RALLYE советские раллисты неоднократно принимали участие в зарубежных соревнованиях, в частности, югославском ралли «Сатурнус», стабильно занимая места в первой десятке финишировавших. Так, в 1984 году, на автомобилях SL RALLYE в Югославии были заняты 7, 9 и 10 места в абсолютном зачете, в 1985 году — 5, 7 и 8 места, в 1986 году — 3, 5 и 17 места, в 1987 году — 3 место. Гонки 1985 и 1986 года являлись этапами чемпионата Европы по ралли. Не менее примечательно участие раллийного 2140SL в знаменитом финском ралли «1000 Озёр», этапе чемпионата мира по ралли. В 1984 году в Финляндии, AZLK 1600 SL RALLYE под управлением Владислава Штыкова занял 33-е место в абсолютном зачете, 2-е место в группе А-6 и 11-е место в общем зачете группы A. В 1985 году Валерий Филимонов, оказался быстрейшим в Финляндии среди всех советских спортсменов, заняв 26-е место в абсолютном зачёте, 3-е место в группе А6 и 15-е место в общем зачете группы А. В следующем, 1986 году автомобиль под управлением Штыкова занял 38 место в абсолютном зачете, 2-е место в группе А6 и 16-е место в общем зачете группы А.
Существовали и другие версии этой раллийной модели, такие как Москвич-2140SL Ралли 2000 9-го класса группы Б (по внутрисоюзной автоспортивной классификации), с двигателем рабочим объёмом 1820 см³ и мощностью 150 л. с.